# Paris–Camembert
Paris–Camembert, selten auch als Trophée Lepetit bezeichnet, ist ein französisches Straßenradrennen.
Das Eintagesrennen, welches seinen Termin für gewöhnlich Mitte April hat und die französischen Gemeinden Magnanville im Département Yvelines und Vimoutiers im Département Orne verbindet, wurde bereits im Jahr 1906 zum ersten Mal ausgetragen. Bei seiner Erstaustragung hieß das Rennen noch Challenge Henri Lamiel, von 1934 bis 1936 Paris–Vimoutiers und seit 1937 trägt es den aktuellen Namen. Seit Einführung der UCI Europe Tour im Jahre 2005 ist das Rennen Teil dieser Rennserie und in die Kategorie 1.1 eingestuft. Der Kurs ist sehr selektiv, da insbesondere die letzten 80 Kilometer mit einigen Anstiegen versehen sind, teilweise mit bis zu 17 % Steigung. Paris–Camembert ist außerdem ein Teil des Coupe de France, einer Rennserie von französischen Eintagesrennen. Rekordsieger ist Laurent Brochard, der das Rennen dreimal für sich entscheiden konnte.

## Palmarès
| Jahr                       | Sieger                    | Zweiter               | Dritter              |
| -------------------------- | ------------------------- | --------------------- | -------------------- |
| Paris-Vimoutiers           |                           |                       |                      |
| 1934                       | Louis Thiétard            | Alexandre Hamelin     | Robert Gonnet        |
| 1935                       | Marcel Bat                | Marcel Briens         | Ernest Neuhard       |
| 1936                       | Yvan Marie                | Léon Level            | Roger Kalmes         |
| 1937                       | André Auville             | Raymond Lemarie       | René-Paul Corallini  |
| 1938                       | Jean-Marie Goasmat        | Raymond Louviot       | Roger Piétéraerents  |
| 1939                       | Pierre Cloarec            | Charles Berty         | Raymond Lemarie      |
| 1940-1941 keine Austragung |                           |                       |                      |
| 1942                       | Joseph Goutorbe           | Guillaume Godère      | Maurice Bocquet      |
| Paris-Camembert            |                           |                       |                      |
| 1943                       | Victor Cosson             | Lucien Boda           | Camille Danguillaume |
| 1944                       | Maurice De Muer           | Giuseppe Tacca        | Léon Level           |
| 1945 keine Austragung      |                           |                       |                      |
| 1946                       | Paul Néri                 | Joseph Soffietti      | Amédée Rolland       |
| 1947                       | Robert Dorgebray          | Roger Chupin          | René Barret          |
| 1948                       | Raoul Rémy                | Lucien Teisseire      | Jean Baldassari      |
| 1949                       | Jean Rey                  | Jean-Baptiste Delille | René Lauk            |
| 1950                       | Ange Le Strat             | Camille Clerambosq    | Robert Dorgebray     |
| 1951                       | Jean Baldassari           | Roger Creton          | Robert Varnajo       |
| 1952                       | Robert Varnajo            | Édouard Muller        | Charles Coste        |
| 1953                       | Jean Guéguen              | Émile Guérinel        | Gilbert Bauvin       |
| 1954                       | Gilbert Bauvin            | Serge Blusson         | Jean Guéguen         |
| 1955                       | Jean-Marie Cieleska       | Fernand Picot         | Henri Gremeau        |
| 1956                       | René Fournier             | Louison Bobet         | Attilio Redolfi      |
| 1957                       | Joseph Groussard          | René Fournier         | Francis Siguenza     |
| 1958                       | Nicolas Barone            | Pierre Le Don         | Gérard Saint         |
| 1959                       | Nicolas Barone            | Orphée Meneghini      | Jean Bourlès         |
| 1960                       | Joseph Groussard          | Pierre Ruby           | Camille Le Menn      |
| 1961                       | Jean-Claude Annaert       | François Mahé         | Fernand Delort       |
| 1962                       | Piet Rentmeester          | Seamus Elliott        | Marc Huiart          |
| 1963                       | Jacques Simon             | Seamus Elliott        | Christian Hamelin    |
| 1964                       | Arie den Hartog           | Rudi Altig            | Jan Janssen          |
| 1965                       | Pierre Everaert           | Camille Le Menn       | Lucien Aimar         |
| 1966                       | Désiré Letort             | Jean Graczyk          | Wim de Jager         |
| 1967                       | Georges Chappe            | Robert Hagmann        | Christian Leduc      |
| 1968                       | Harry Steevens            | Maurice Izier         | Jean Dumont          |
| 1969                       | Raymond Riotte            | Georges Chappe        | Michel Périn         |
| 1970                       | Georges Chappe            | Cees Rentmeester      | Jacques Frijters     |
| 1971                       | Gérard Moneyron           | Jacques Botherel      | Jacques Cadiou       |
| 1972                       | José Catieau              | Patrick Sercu         | Christian Raymond    |
| 1973                       | Régis Delépine            | Alain Santy           | André Mollet         |
| 1974                       | Alain Santy               | Hennie Kuiper         | Jacques Botherel     |
| 1975                       | Raymond Martin            | Joël Hauvieux         | Bernard Thévenet     |
| 1976                       | Bernard Hinault           | Jacques Esclassan     | André Gevers         |
| 1977                       | Hubert Linard             | René Bittinger        | Patrick Mauvilly     |
| 1978                       | Joop Zoetemelk            | Jean-René Bernaudeau  | Jacques Esclassan    |
| 1979                       | Raymond Martin            | Hubert Linard         | Bernard Vallet       |
| 1980                       | Pierre-Raymond Villemiane | Michel Demeyre        | Jean-Louis Gauthier  |
| 1981                       | Guy Gallopin              | Jean Chassang         | Jan Nevens           |
| 1982                       | Christian Jourdan         | Serge Beucherie       | Marc Gomez           |
| 1983                       | Christian Jourdan         | Jacques van Meer      | Raymond Martin       |
| 1984                       | Hubert Linard             | Kim Andersen          | Bruno Cornillet      |
| 1985                       | Martial Gayant            | Vincent Barteau       | Christophe Lavainne  |
| 1986                       | Kim Andersen              | Laurent Fignon        | Thierry Marie        |
| 1987                       | Mathieu Hermans           | Jean-René Bernaudeau  | Jean-Claude Colotti  |
| 1988                       | Laurent Fignon            | Bruno Cornillet       | Jean-Claude Leclercq |
| 1989                       | Andreas Kappes            | Sammie Moreels        | Pascal Dubois        |
| 1990                       | Thierry Marie             | Vincent Barteau       | John van den Akker   |
| 1991                       | Brian Holm                | Olaf Lurvik           | Jesús Blanco Villar  |
| 1992                       | Patrice Esnault           | Maximilian Sciandri   | Luc Leblanc          |
| 1993                       | Oleg Kozlitine            | Andrew Hampsten       | Laurent Bezault      |
| 1994                       | Armand de Las Cuevas      | Charly Mottet         | Laurent Brochard     |
| 1995                       | Andreï Tchmil             | Laurent Brochard      | Michel Vanhaecke     |
| 1996                       | Adriano Baffi             | Didier Rous           | Federico Colonna     |
| 1997                       | Mauro Gianetti            | Wjatscheslaw Jekimow  | Pascal Hervé         |
| 1998                       | Pascal Lino               | Arnaud Prétot         | Rodolfo Massi        |
| 1999                       | Fabiano Fontanelli        | Max van Heeswijk      | David Moncoutié      |
| 2000                       | Didier Rous               | Lance Armstrong       | Igor Flores          |
| 2001                       | Laurent Brochard          | David Millar          | Scott Sunderland     |
| 2002                       | Marcus Ljungqvist         | Ludovic Turpin        | Sandy Casar          |
| 2003                       | Laurent Brochard          | Carlos Torrent        | Nicolas Vogondy      |
| 2004                       | Franck Bouyer             | Thomas Lövkvist       | Johan Coenen         |
| 2005                       | Laurent Brochard          | Brett Lancaster       | Sandy Casar          |
| 2006                       | Anthony Geslin            | Cédric Coutouly       | Charles Guilbert     |
| 2007                       | Sébastien Joly            | Anthony Charteau      | Benoît Vaugrenard    |
| 2008                       | Alejandro Valverde        | Jérôme Pineau         | Benoît Vaugrenard    |
| 2009                       | Jimmy Casper              | Romain Feillu         | Alexander Jefimkin   |
| 2010                       | Sébastien Minard          | Maxime Méderel        | Laurent Mangel       |
| 2011                       | Sandy Casar               | Romain Hardy          | Julien Antomarchi    |
| 2012                       | Pierre-Luc Périchon       | Cyril Bessy           | Jean-Marc Bideau     |
| 2013                       | Pierrick Fédrigo          | Sylvain Georges       | Pierre Rolland       |
| 2014                       | Bryan Coquard             | Samuel Dumoulin       | Laurent Pichon       |
| 2015                       | Julien Loubet             | Pierrick Fédrigo      | Samuel Dumoulin      |
| 2016                       | Cyril Gautier             | Anthony Delaplace     | Romain Feillu        |
| 2017                       | Nacer Bouhanni            | Samuel Dumoulin       | Kévin Réza           |
| 2018                       | Lilian Calmejane          | Valentin Madouas      | Andrea Vendrame      |
| 2019                       | Benoît Cosnefroy          | Pierre-Luc Périchon   | Quentin Jauregui     |
| 2020                       | Dorian Godon              | Maurits Lammertink    | Nacer Bouhanni       |
| 2021                       | Dorian Godon              | Pierre-Luc Périchon   | Geoffrey Bouchard    |
| 2022                       | Anthony Delaplace         | Valentin Ferron       | Thibault Ferasse     |
| 2023                       | Valentin Ferron           | Ewen Costiou          | Fredrik Dversnes     |
| 2024                       | Benoît Cosnefroy          | Clément Venturini     | Alexandre Delettre   |
| 2025                       |                           |                       |                      |